# Neoscona pavida
Neoscona pavida är en spindelart som först beskrevs av Simon 1906.  Neoscona pavida ingår i släktet Neoscona och familjen hjulspindlar. Inga underarter finns listade i Catalogue of Life.